# JAMA
JAMA: The Journal of the American Medical Association é um periódico médico revisado por pares, publicado 48 vezes por ano pela American Medical Association. Publica pesquisas originais, revisões e editoriais cobrindo todos os aspectos da biomedicina. A revista foi criada em 1883 com Nathan Smith Davis como o editor fundador. O editor-chefe interino da revista é Phil Fontanarosa, que sucedeu Howard Bauchner, da Universidade de Boston, em 1 de julho de 2021.
O JAMA está classificado em 4.º lugar na categoria Saúde e Ciências Médicas de acordo com o Google Scholar. O seu CiteScore é de 24,8, SCImago Journal Rank é de 4,688 e o fator de impacto é 56,27, todos de 2020.

## História
The Journal of the American Medical Association foi fundado em 1883 pela American Medical Association e substituiu o antigo Transactions of the American Medical Association. Somente em 1960 o jornal assumiu o nome atual, sendo conhecido como JAMA.
Durante os anos iniciais, o periódico fez muito sucesso, mantendo uma média de circulação quase seis mil jornais por ano, durante os primeiros 16 anos.

### Continuing Education Opportunities for Physicians
Continuing Education Opportunities for Physicians era uma seção de periódico semestral que fornecia listas de níveis regionais ou nacionais de educação médica continuada (do inglês: continuing medical education, CME). Entre 1937 e 1955, a lista foi produzida trimestral ou semestralmente. Entre 1955 e 1981, a lista estava disponível anualmente, à medida que o número de ofertas do CME aumentava de  1 000 (1955) para 8 500 (1981). Em 2016, o CME fez a transição para uma oferta digital da Rede JAMA chamada JN Learning CME & MOC da Rede JAMA. JN Learning fornece créditos CME e MOC de artigos e materiais de áudio publicados em todos os 12 periódicos da Rede JAMA, incluindo JAMA.

### Artigo de Barack Obama
Em 11 de julho de 2016, o JAMA publicou um artigo de Barack Obama intitulado United States Health Care Reform: Progress to Date and Next Steps, que foi o primeiro artigo acadêmico publicado por um presidente dos EUA em exercício. O artigo, não revisado por pares, foi uma avaliação do Affordable Care Act (conhecido como Obamacare), bem como recomendações de políticas para o próximo presidente melhorar o sistema de saúde dos EUA.

## Editores-chefes
As seguintes pessoas foram editores-chefes ao longo da história do JAMA:
- Nathan S. Davis (1883–1888)
- John B. Hamilton (1889, 1893–1898)
- John H. Hollister (1889–1891)
- James C. Culbertson (1891–1893)
- Truman W. Miller (1899)
- George H. Simmons (1899–1924)
- Morris Fishbein (1924–1949)
- Austin Smith (1949–1958)
- Johnson F. Hammond (1958–1959)
- John H. Talbott (1959–1969)
- Hugh H. Hussey (1970–1973)[13][14]
- Robert H. Moser (1973–1975)
- William R. Barclay (1975–1982)
- George D. Lundberg (1982–1999)
- Catherine D. DeAngelis (2000–2011)
- Howard C. Bauchner (2011–2021)

## Indexação
Este periódico está indexado nas seguintes plataformas:
- Science Citation Index Expanded (SCIE)
- Clinical Medicine
- Life Sciences
- Biological Abstracts
- BIOSIS Previews
- Essential Science Indicators
- MEDLINE/PubMed/Index Medicus